# Vrolijke noot
Een vrolijke noot is een kwinkslag of een komisch element te midden van serieuzer materiaal, vaak bedoeld om de spanning wat te verminderen. Als vorm heeft de vrolijke noot vaak die van een komische scène, een komisch personage, een cartoon of een scherpzinnige dialoog.
De vrolijke noot is vaak een blunderende en grappenmakende bijfiguur of sidekick van ofwel de held of de schurk van het verhaal. Een dergelijk bijfiguur zal vaak wijzen op de onzinnigheid van de situatie waarin de held zich bevindt, op een manier onaanvaardbaar geacht voor een serieuzer figuur. In de eerste twee James Bondfilms met Roger Moore bijvoorbeeld, dient sheriff J.W. Pepper als vrolijke noot.
Of een vrolijke noot op zijn plaats is in een bepaald werk, kan stof zijn voor debat. Sommigen vinden zo'n noot een irritante of onwelkome toevoeging. Een recent voorbeeld is de veelverguisde Jar Jar Binks uit de Star Wars-prequeltrilogie, die deze rol overnam van C3PO en R2-D2 die in de originele trilogie de vrolijke noot waren.
Shakespeare bracht vaak komische elementen aan in zijn tragedies, bijvoorbeeld de steeds terugkerende Falstaff en de deurwachter uit Macbeth.
In de muziek komen naast de 'reguliere' noten uiteraard ook 'vrolijke noten' voor, bijvoorbeeld in de vorm van citaten uit andere, doorgaans humoristische  composities. Ook worden als 'vrolijke noot' soms muzikale effecten gebruikt, zoals imitatie van Parijse straatgeluiden in muziek van Gershwins An American in Paris, of opzettelijk 'valse' tonen zoals in The Muppet Show, waar in een tune de basslotnoot expres een toon 'te laag' wordt gespeeld. Het muziekgenre operette is welhaast volledig gebaseerd op 'vrolijke noten' en muzikale en theatrale kwinkslagen.